# QUALIA
QUALIA、QUALIA-Project - 感質計畫，是日本索尼（Sony）的高級產品計畫。
2001年2月索尼進行QUALIA-Project，Sony各個網路公司陸續規劃並提出了「QUALIA」產品提案，並交由Sony高層所組成的「QUALIA」委員會進行評估。評估的標準並不僅取決於產品的功能及規格，更包括產品是否能創造「情感價值」，通過審查的產品提案則會被給予一個「QUALIA」序號。
2002年5月出井伸之在年度管理會議上提出，2002年12月所著作的非連續時代中所刊載。並於2003年6月以「感質」為核心價值，只接受訂單方式，推出實體化的「QUALIA」高級品牌，在全球市場中，只在日本、美國推出此計劃。
此計劃於2005年9月的「中期企業策略」改革計畫中，連同機器人「QRIO」、機器狗「AIBO」三項計畫凍結。

## QUALIA 涵義
QUALIA - 感質。這個名字是來自拉丁文「qualia」，意即quality品質。在拉丁文裡，「qualia」代表腦部針對無法量化的品質差異之認知功能，是一種非常微妙、難以言喻的感官活動。QUALIA，構成人類感覺得一種獨特質感，心靈感動，讓人留下一生難忘的記憶，透過感覺、經驗、記憶、追求“幸福的感覺”；再將之寄託於“有形”的物體上，讓人們留下驚奇和感動。

## QUALIA 產品

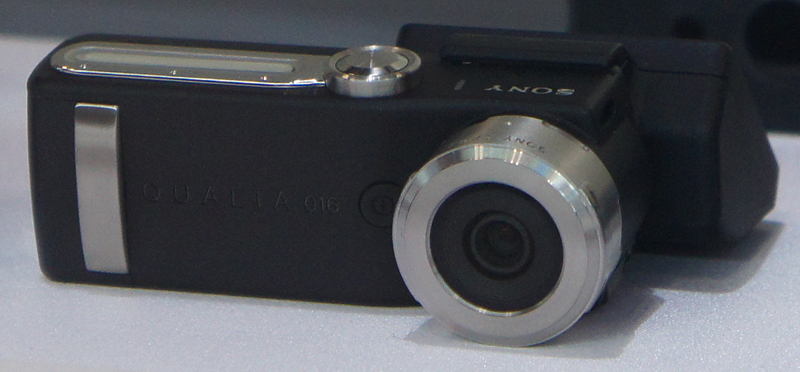
Qualia 016

QUALIA 001
视频信号处理器（影像倍頻器），2005年1月公布，产品型号Q001-CB01。装载索尼独家视频信号处理技术「DRC-MFv2」。根据高精度演算技术，将电视和DVD等输出的小画面视频信号高保真地提高分辨率后输出。现在电视信号传输开始数字化、高画质的电台开始增多，电视自身和各种AV放大器内含这个功能也越来越多。QUALIA 001当时最高对应1080i的分辨率。
QUALIA 002
HDV攝影機，2005年4月公布，产品型号Q002-HDR1。以高画质Handycam「HDR-FX1」为原型。
QUALIA 004
SXRD投影機，2003年6月公布，产品型号Q004-R1。采用了高亮度的灯泡，是首台民用FullHD投影仪。
QUALIA 005
LCD電視，2004年8月公布，产品型号KDX46Q005。搭载了使用约400个美国Lumileds公司制造的LED而制成的TRILUMINOS液晶面板，以再现鲜明的颜色。颜色的表现力很高，但是特别的红色吓退了不少追随者。使用二倍速驱动但还是仍有液晶电视特有的残像，并且功耗和发热很高。QUALIA爱好者中失望和要求改进的声音也很多。这是在QUALIA产品中唯一不需要预定的产品，有46寸和40寸两种制式。
QUALIA 006
SXRD的背投电视，2004年9月公布，产品型号KDX46Q006。70寸的FullHD背投电视，装载索尼独家反射型液晶面板SXRD，拥有高对比度的鲜艳颜色和高速的响应速度。
QUALIA 007
SACD音響，2003年6月公布，产品型号Q007-SCD。特征是盘片像在空中一样漂浮着，扬声器部分使用6组超高音喇叭，忠实再现SACD宽广的高音域。
QUALIA 010
头戴式耳機，2004年4月公布，产品型号Q010-MDR1。MDR-R10头戴耳机的后继机型，测量订购者的头部尺寸定制制作而成。
QUALIA 015
CRT電視，2003年6月公布，产品型号Q015-KX36。使用特丽珑显像管，是索尼引以为傲的显像管技术的集大成者，尺寸为36寸，是显像管的最大尺寸。和专用扬声器与专用桌台捆绑销售完毕后，本体也单独销售。
QUALIA 016
210萬像素的數位相機，2003年6月公布，产品型号Q016-WE1。拇指大小的微型数码相机，用一个皮箱来放置所有组件并给人留下了以密诺斯为代表的间谍照相机的印象。存储介质是Memory Stick Duo。但是只有超小型这个特点，作为数码相机的性能和同时代其他产品比没有优势，因而不被市场理解，也有不少人认为它是QUALIA系列失败的象徵。鉴于其高昂的价格与稀少的产量(首批133台，全部发行量约300台)，QUALIA 016被誉为最稀有的QUALIA产品。
QUALIA 017
MD隨身聽，2004年6月公布，产品型号Q017-MD1。全金属制成的高级MD单放随身听。原型是2002年11月发售、为了纪念MD发售10周年而出产的镁合金世界最小的MD：MZ-E10，它首次搭载了SONY数字放大器等最尖端功能，成为MD随身听的名机之一。对Q017-MD1也可以付费镀金、镀银。附带MDR-EX070耳机。
MDR-EXQ1
耳機，2004年6月公布，产品型号MDR-EXQ1。单独销售化的QUALIA 017附带耳机MDR-EX070。定价21000日圆。根据生产时期，生产线以韩国→中国→日本进行了移动。海外制造的产品最后在国内被索尼的工程师进行了调整。